# Kóvganski
Kóvganski (en rus: Ковганский) és un poble (un khútor) del krai de Stàvropol, a Rússia, que en el cens del 2010 tenia 188 habitants. Pertany al districte rural de Zelenokumsk.